# 片手軍刀術
片手軍刀術（かたてぐんとうじゅつ）とは、旧日本陸軍が制定した軍刀を使う戦技。後に両手軍刀術も制定された。

## 歴史

### フランス式剣術採用期（明治22年版「剣術教範」）
大日本帝国陸軍発足後の1874年（明治7年）にフランス陸軍から体操教官として招聘されたジュクロー歩兵軍曹が、体操教育の傍ら教官や助教に「フランス式剣術」を教育したが、ジュクロー軍曹は剣術や銃剣術は専門外であったため、この時点ではフランス式剣術はあまり定着しなかった。この間、将校は日本の伝統的な剣術を自主的に錬磨し、1875年（明治8年）に軍刀がサーベル様式に定められても、これは変わらなかった。
1884年（明治17年）、陸軍戸山学校にフランス陸軍からド・ラビレー歩兵中尉とキエール砲兵軍曹を教官として招聘し、正剣術（フェンシングのフルーレに相当）、軍刀術（フェンシングのサーブルに相当）、フランス式の銃剣術が本格的に戦技として指導・研究された。ド・ラビレー中尉はフランス式剣術・銃剣術の教育を徹底するために、陸軍卿代理・西郷従道に日本式剣・槍術の訓練の廃止を建言した。これにより陸軍では日本式剣術・槍術が疎んじられるようになった。
1887年（明治20年）のフランス人教官の帰国後、1889年（明治22年）、「陸軍剣術教範」が制定・発布されたが、その内容はフランス陸軍の教範の翻訳であった。なお、武道史研究者の中村民雄によれば、このとき「防具」という語が初めて使われたという。

### 日本式軍刀術の制定（明治27年版「剣術教範」）
1887年（明治20年）にフランス人教官が帰国すると、フランス式の剣術や銃剣術を取りやめ、日本の伝統的な剣術や槍術を元にした独自の軍刀術や銃剣術を制定する気運が高まった。「陸軍剣術教範」制定後の1890年（明治23年）6月に戸山学校長に着任した大久保春野大佐は、フランス式剣術・銃剣術の廃止と日本式軍刀術・銃剣術の制定を決定し、軍刀術や銃剣術の研究に着手した。
1892年（明治25年）、剣術家（津田一伝流第2世）でもある津田教修大尉が戸山学校体操科長に着任したことにより、さらに研究が進み、フランス式剣術は攻撃精神の養成に不十分であり、日本人の体格にも適さないとして、1894年（明治27年）に日本の伝統的な剣術をもとにした片手軍刀術を制定し、訓練には片手軍刀術用竹刀（全長約94cm、柄長約21cm、重量約370g）と剣道の防具を用いることとし、剣術教範を改定した。
日本式軍刀術の制定にあたり、両手で扱う内容に改める案もあったが、当時の制式軍刀が片手で扱うサーベル様式であったことと、当時はまだ陸軍内にフランス式剣術の信奉者が多かったことから、片手で扱う内容のままとなった。

### 片手軍刀術の改良（明治40年版「剣術教範」）
日露戦争の戦訓から、火力のみでは勝敗を決することはできず、白兵突撃が必要とされるようになり、軍刀術が重視されるようになった。このような中、片手軍刀術に改良が加えられ、1907年（明治40年）に剣術教範が改定された。

### 両手軍刀術の制定（大正4年版「剣術教範」）
片手軍刀術の制定当時から、軍刀術を日本古来の剣術と同じく両手で扱う内容に改めるべきという意見があったが、1915年（大正4年）の「剣術教範」の改正で両手軍刀術が制定された。これにより、片手軍刀術は騎兵科のみで訓練されるようになった。